# Сільвана Хойновські
Сільвана Катарина Хойновські (нім. Silvana Katharina Chojnowski / пол. Silvana Katharina Chojnowski; нар. 17 квітня 1994, Франкфурт, Німеччина) — польська та німецька футболістка, нападниця.

## Клубна кар'єра
На початку 2011 року перейшла з «ФСВ Франкфурт» (U-17) до ФФК «Франкфурт». Починаючи з сезону 2011/12 років виступала за молодіжну та другу команду Франкфурта у Другій Бундесліги. 18 березня 2012 року відзначилася 4-ма голами в переможному (8:0) поєдинку проти «Лехгау». Дебютувала у складі «Франкфурта» на професіональному рівні три дні по тому, 21 березня, у матчі 1/4 фіналу Ліги чемпіонів проти «Мальме», вийшла на поле наприкінці матча й на 89-й хвилині відзначилася голом. У другій частині сезону також провела три неповні  матчі в Бундеслізі та виходила на поле в фіналі Кубку Німеччини 2011/12 проти мюнхенської Баварії. У 2013 році перейшла до суперника по Бундеслізі, «Гоффенгайма 1899». Протягом двох років відзначилася 7-ма голами у 38-ми поєдинках, перш ніж у липні 2016 року приєднатися до фіналістів кубку Німеччини «Санда».

## Кар'єра в збірній
Грала за дівочі збірні Німеччини (WU-15) і (WU-17), в тому числі й на дівочому чемпіонаті Європи з футболу (WU-17) 2010 року. У 2012 році брала участь у складі збірної Німеччини на молодіжному чемпіонаті світу в Японії. Німкені зайняли друге місце, програвши у фіналі США з рахунком 0:1. У всіх п'яти попередніх матчах команда не пропускала м'ячів. У 2013 році тренер команди WU-19 Марен Майнерт викликав її до збірної Німеччини на чемпіонат Європи WU-19 в Уельсі, де вона вийшла з командою до півфіналу.
Грала за національну збірну Польщі на Кубку Кіпру 2016 року. У першій грі проти Чехії допомогла полячкам з рахунком 1:0. У двох інших групових матчах потрапила до стартової одинадцяти і з командою вийшла у фінал, в якому поступилася Австрії.

## Досягнення

### Клубна
ФФК «Франкфурт»
- Кубок Німеччини
  -  Володар (1): 2010/11

### У збірній
- Дівочий чемпіонат Європи (WU-17)
  -  Бронзовий призер (1): 2017

- Молодіжний дівочий чемпіонат світу (WU-20)
  -  Срібний призер (1): 2012